# Portada/article agost 27

## GRB 970508
El GRB 970508 va ser un esclat de raigs gamma detectat el 8 de maig de 1997 a les 21:42 (UTC). Un esclat de raigs gamma (GRB en l'acrònim anglès, de Gamma Ray Burst) és un centelleig de gran lluminositat associat a una explosió en una galàxia llunyana que produeix raigs gamma, la forma més energètica de radiació electromagnètica que normalment va seguida d'una duradora luminescència residual de radiació de longituds d'ona majors.
El GRB 970508 va ser detectat pel monitor d'esclats de raigs gamma del satèl·lit d'astronomia de rajos X BeppoSAX. L'astrònom Mark Metzger va determinar que el GRB 970508 va ocórrer almenys a sis mil milions d'anys llum de la Terra; va ser el primer GRB del qual se'n va poder determinar la distància.